# Lista de protocolos de redes
Aqui encontrará uma lista de todos os protocolos de rede, classificados mediante as camadas do Modelo OSI em que operam. Os documentos de protocolos OSI estão disponíveis da ITU-T como a X.200-series of recommendations. Algumas especificações de protocolos da serie ITU-T X. O equivalente ISO e ISO/IEC para o modelo OSI estão disponiveis da ISO, mas só algumas sem custos.

## Camada de ligação de dados ou Enlace de Dados
- ATM: Asynchronous Transfer Mode, ou simplesmente ATM, é uma arquitetura de rede de alta velocidade orientada a conexão e baseada na comutação de células de dados.
- Ethernet: é uma tecnologia de interconexão para redes locais - Local Area Networks (LAN) - baseada no envio de pacotes. Ela define cabeamento e sinais elétricos para a camada física, e formato de pacotes e protocolos para a camada de controle de acesso ao meio (Media Access Control - MAC) (Endereço MAC) do modelo OSI. A Ethernet foi padronizada pelo IEEE como 802.3. A partir dos anos 90, ela vem sendo a tecnologia de LAN mais amplamente utilizada e tem tomado grande parte do espaço de outros padrões de rede como Token Ring, FDDI e ARCNET.
- FDDI: o padrão FDDI (Fiber Distributed Data Interface) foi estabelecido pelo ANSI (American National Standards Institute) em 1987. Este abrange o nível físico e de ligação de dados (as primeiras duas camadas do modelo OSI).
- HDLC: o modelo OSI, desenvolvido pela ISO, para padronização de protocolos divide-se em sete camadas (níveis) de serviço, sendo que neste trabalho o objeto de estudo será um protocolo de comunicação utilizado no nível dois, nível de enlace de dados, o protocolo HDLC (high-level data link control).
- xDSL: Digital Subscriber Line (simplesmente DSL ou ainda xDSL) é uma família de tecnologias que fornecem um meio de transmissão digital de dados, aproveitando a própria rede de telefonia que chega na maioria das residências. As velocidades típicas de download de uma linha DSL variam de 128 kilobits por segundo (kbps) até 100 Mbits/s dependendo da tecnologia implementada e oferecida aos clientes. As velocidades de upload são menores do que as de download para o ADSL e são iguais para o caso do SDSL.
  - ADSL: Asymmetric Digital Subscriber Line (ADSL) é um formato de DSL, uma tecnologia de comunicação de dados que permite uma transmissão de dados mais rápida através de linhas de telefone do que um modem convencional pode oferecer.

## Camada de rede
- IPv4 (em inglês: Internet Protocol version 4 (acrónimo IP) ou, em português: Protocolo de Internet): é um protocolo de comunicação usado entre duas ou mais máquinas em rede para encaminhamento dos dados.
- IPv6 (Internet Protocol version 6): é a versão mais atual do protocolo IP. Sua criação é fruto do esforço do IETF para criar a "nova geração do IP" (IPng: Internet Protocol next generation), cujas linhas mestras foram descritas por Scott Bradner e Allison Marken, em 1995, na RFC 1752.[1] Sua principal especificação encontra-se na RFC 2460. O protocolo está sendo implantado gradativamente na Internet e deve funcionar lado a lado com o IPv4, numa situação tecnicamente chamada de "pilha dupla" ou "dual stack", por algum tempo. A longo prazo, o IPv6 tem como objetivo substituir o IPv4, que só suporta cerca de 4 bilhões (4x109) de endereços IP, contra cerca de 3,4x1038 endereços do novo protocolo. A previsão atual para a exaustão de todos os endereços IPv4 livres para atribuição a operadores é de Julho de 2011, o que significa que a implantação do IPv6 é inevitável num futuro bastante próximo.

## Camada de transporte
- TCP (acrônimo para o inglês Transmission Control Protocol): também conhecido como TCP/IP, o TCP é um dos protocolos sobre os quais assenta o núcleo da Internet. A versatilidade e robustez deste protocolo tornou-o adequado a redes globais, já que este verifica se os dados são enviados de forma correta, na sequência apropriada e sem erros, pela rede. O TCP é um protocolo do nível da camada de transporte (camada 4) do Modelo OSI e é sobre o qual assentam a maioria das aplicações cibernéticas, que estão na camada de aplicação (camada 7) como o SSH, FTP, HTTP — portanto, a World Wide Web.

### TCPeUDP
- Na tabela abaixo listam-se os serviços e protocolos associados às portas TCP e UDP.

| Serviço | TCP  | UDP  | Observações                           |
| FTP     | 21   | 21   | Transferência de arquivos             |
| SSH     | 22   | 22   | Protocolo de login remoto encriptado  |
| Telnet  | 23   | 23   | Protocolo de login remoto             |
| SMTP    | 25   | 25   | Para envio de email                   |
| DNS     | 53   | 53   | Resolução de nomes para IP            |
| HTTP    | 80   | 80   | Para web browser                      |
| POP3    | 110  | 110  | Para recepção de email                |
| IMAP    | 143  | 143  | Para recepção/envio de email          |
| TLS/SSL | 443  | 443  | Protocolo de camada de sockets segura |
| IRC     | 6667 | 6667 | Para conversação/chat                 |
| Pichat  | 9009 | 9009 | Protocolo de conversação/chat         |

## Camada de aplicação
- HTTP, HyperText Transfer Protocol é um protocolo de comunicação (na camada de aplicação segundo o Modelo OSI) utilizado para sistemas de informação de hipermédia distribuídos e colaborativos.[1] Seu uso para a obtenção de recursos interligados levou ao estabelecimento da World Wide Web.
- IRC, Internet Relay Chat(IRC) é um protocolo de comunicação utilizado na Internet. Ele é utilizado basicamente como bate-papo (chat) e troca de arquivos, permitindo a conversa em grupo ou privada. Foi documentado formalmente pela primeira vez em 1993, com a RFC 1459
- SNMP, Simple Network Management Protocol é um protocolo de gerência típica de redes TCP/IP, da camada de aplicação, que facilita o intercâmbio de informação entre os dispositivos de rede, como placas e comutadores (em inglês: switches). O SNMP possibilita aos administradores de rede gerenciar o desempenho da rede, encontrar e resolver seus eventuais problemas, e fornecer informações para o planejamento de sua expansão, dentre outras
- POP3 (Post Office Protocol - Versão 3): é um protocolo utilizado no acesso remoto a uma caixa de correio eletrônico. Ele está definido no RFC 1225 e permite que todas as mensagens contidas numa caixa de correio eletrônico possam ser transferidas sequencialmente para um computador local. Aí, o utilizador pode ler as mensagens recebidas, apagá-las, responder-lhes, armazena-las, etc..
- SMTP, Simple Mail Transfer Protocol (SMTP) é o protocolo padrão para envio de e-mails através da Internet. SMTP é um protocolo relativamente simples, baseado em texto simples, onde um ou vários destinatários de uma mensagem são especificados (e, na maioria dos casos, validados) sendo, depois, a mensagem transferida. É bastante fácil testar um servidor SMTP usando o programa telnet. Este protocolo corre sobre a porta 587(antiga 25) numa rede TCP. A resolução DNS de um servidor SMTP de um dado domínio é possibilitada por sua entrada MX (Mail eXchange).
- FTP, File Transfer Protocol criado por Davi Augusto M. P e Erick G.Pazeto e é uma forma bastante rápida e versátil de transferir arquivos (também conhecidos como ficheiros), sendo uma das mais usadas na internet. Pode referir-se tanto ao protocolo quanto ao programa que implementa este protocolo (Servidor FTP, neste caso, tradicionalmente aparece em letras minúsculas, por influência do programa de transferência de arquivos do Unix).
- Jabber Extensible Messaging and Presence Protocol (XMPP, conhecido anteriormente como Jabber[1]) é um protocolo aberto, extensível, baseado em XML, para sistemas de mensagens instantâneas, desenvolvido originalmente para mensagens instantâneas e informação de presença formalizado pelo IETF. Softwares com base XMPP são distribuídos em milhares de servidores através da internet, e usados por cerca de dez milhões de pessoas em todo mundo, de acordo com a XMPP Standards Foundation[2].
- NTP, Network Time Protocol é um protocolo para sincronização dos relógios dos computadores baseado no UDP (TCP/IP), ou seja, ele define um jeito para um grupo de computadores conversar entre si e acertar seus relógios, baseados em alguma fonte confiável de tempo. Com o NTP é fácil manter o relógio do computador sempre com a hora certa, com exatidão por vezes melhor que alguns milésimos de segundo.
- OSCAR, Open System for CommunicAtion in Realtime (em português: Sistema aberto para comunicação em tempo real) é um protocolo de mensageiro instantâneo da AOL. Apesar do seu nome, as especificações do protocolo são proprietárias. OSCAR é utilizado pela AOL para os seus dois principais sistemas de mensagens instantâneas: ICQ e AIM. Grandes partes do protocolo são conhecidas e documentadas graças ao reverse-engineering implementado por um número crescente de clientes.
- DHCP (Dynamic Host Configuration Protocol): é um protocolo de serviço TCP/IP que oferece configuração dinâmica de terminais, com concessão de endereços IP de host e outros parâmetros de configuração para clientes de rede. Este protocolo é o sucessor do BOOTP que, embora mais simples, tornou-se limitado para as exigências atuais. O DHCP surgiu como padrão em Outubro de 1993. O RFC 2131 contém as especificações mais atuais (Março de 1997). O último standard para a especificação do DHCP sobre IPv6 (DHCPv6) foi publicado a Julho de 2003 como RFC 3315.